# پروژه زبان‌های در معرض خطر
پروژه زبان‌های در معرض خطر (به انگلیسی: Endangered Languages Project؛ به اختصار: ELP) یک همکاری جهانی بین سازمان‌های زبانی بومی، زبان شناسان، مؤسسات آموزش عالی و شرکای اصلی صنعتی برای تقویت زبان‌های در معرض خطر است. اساس این پروژه در یک وب سایت شکل گرفت که در ژوئن ۲۰۱۲ راه اندازی شد.

## تاریخچه
به گفته مدیر کاتالوگ زبان‌های در معرض خطر (ELCat)، لیل کمپبل، استاد زبانشناسی در کالج زبان‌ها و زبانشناسی مانوآ، این پروژه در ژوئن ۲۰۱۲ با هدف تبدیل شدن به یک منبع اطلاعاتی جامع و به‌روز در مورد زبان‌های در معرض خطر جهان راه‌اندازی شد. وی بیان کرد که «... کاتالوگ برای حمایت از مستندسازی و احیای زبان‌های در خطر انقراض، اطلاع‌رسانی به عموم و دانشمندان، کمک به اعضای گروه‌هایی که زبان‌هایشان در خطر است، و جلب توجه به زبان‌هایی که به شدت نیاز به حفاظت دارند، مورد نیاز است. برای مثال، این سازمان زبان کانادایی متیس را به دلیل کاهش تعداد گویشوران مسلط آن، به شدت در معرض خطر طبقه‌بندی کرده.
چهار شریک مؤسس که در امر بنیان این نهاد نظارت داشتند، اولین شورای فرهنگی خلق، دانشگاه میشیگان شرقی، دانشگاه هاوایی در بخش زبان‌شناسی مانوآ و گوگل بودند. اکنون، عمدتاً توسط دو مؤسس نخست خود، یعنی اولین شورای فرهنگی خلق و دانشگاه هاوایی در مانوآ با هماهنگی شورای دولتی رهبری می‌شود.